# Tricentra computaria
Tricentra computaria là một loài bướm đêm trong họ Geometridae.